# Géza Tuli
Géza Títusz Tuli (ur. 4 stycznia 1888 w Budapeszcie, zm. 30 stycznia 1966 tamże) – węgierski gimnastyk, medalista olimpijski.
Uczestniczył w rywalizacji na V Letnich Igrzyskach olimpijskich rozgrywanych w Sztokholmie w 1912 roku. Wystartował tam w jednej konkurencji gimnastycznej. W wieloboju drużynowym w systemie standardowym, z wynikiem 45,45 punktu, zajął z drużyną drugie miejsce, przegrywając jedynie z drużyną włoską.
Reprezentował barwy budapesztańskiego klubu BTC.